# August Boeckh
Philipp August Boeckh (Karlsruhe, 24 de novembro de 1785 – Berlim, 3 de agosto de 1867) foi um filólogo e historiador alemão. 

## Principais escritos
- (1806) In Platonis, qui vulgo fertur, Minoem, ejusdemque libros priores de legibus, Halle .
- (1808) Graecae tragoediae principum, Aeschyli, Sophoclis, Euripidis, num ea, quae supersunt, Heidelberg .
- (1838) Metrologische Untersuchungen über Gewichte, Münzfüsse und Masse des Alterthums, Berlin.
- (1840) Urkunden über das Seewesen des attischen Staates, Berlin.
- (1845) Manetho und die Hundssternperiode, ein Beitrag zur Geschichte der Pharaonen, Berlin.
- (1851) Die Staatshaushaltung der Athener, Berlin.
- (1852) Untersuchungen über das kosmische System des Platon, Berlin.
- (1855) Zur Geschichte der Mondcyclen der Hellenen, Leipzig
- (1863) Ueber die vierjährigen Sonnenkreise der alten, vorzüglich den Eudoxischen, Berlin.
- (1877) Encyklopädie und Methodologie der philologischen Wissenschaften, Leipzig.